# Fanny Blatny

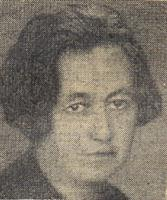
Fanny Blatny

Fanny (Fanni) Blatny (* 22. März 1873 als Fanny Klein in Udritsch, Bezirk Luditz, Österreich-Ungarn, heute Ortsteil von Bochov; † 22. Dezember 1949 in London) war eine österreichisch-tschechoslowakische Frauenrechtlerin und sozialdemokratische Politikerin.

## Leben
Fanny Klein kam 1885 mit ihrem verwitweten Vater Wilhelm Klein nach Karlsbad, wo sie früh begeisterte Sozialdemokratin in der Sozialdemokratischen Arbeiterpartei (SDAP) wurde. 1912 heiratete sie den österreichischen Gewerkschafter Leopold Blatny und zog mit ihm nach Wien. Nach nur vier Jahren verwitwet, kehrte sie nach Karlsbad zurück.

## Politisches Engagement
Blatny war 1920 bis 1935 Abgeordnete im Prager Parlament und Mitglied des Parteivorstandes des DSAP. Sie war in dieser Zeit auch Stadtverordnete in Karlsbad. Nach der Emigration nach England 1938 fand sie dort Anschluss an die linke Sozialdemokratie und gründete unter den Emigrantinnen eine „kleine Fraueninternationale“. Sie gehörte der Zinner-Gruppe an. 
Blatny kehrte nach Ende des Zweiten Weltkriegs trotz der mehrfachen Aufforderung von Edvard Beneš nicht in die Tschechoslowakei zurück.

## Veröffentlichungen
- Vereinzelte Artikel in Die Frau.
- Alfred Kleinberg, Fanni Blatny: Das Denkmal der unbekannten Proletarierin. Die sudetendeutsche Arbeiterinnenbewegung bis zum Weltkrieg. Graphia, Karlsbad 1937.